# 克瓦西利夫
50°33′25″N 26°16′3″E / 50.55694°N 26.26750°E

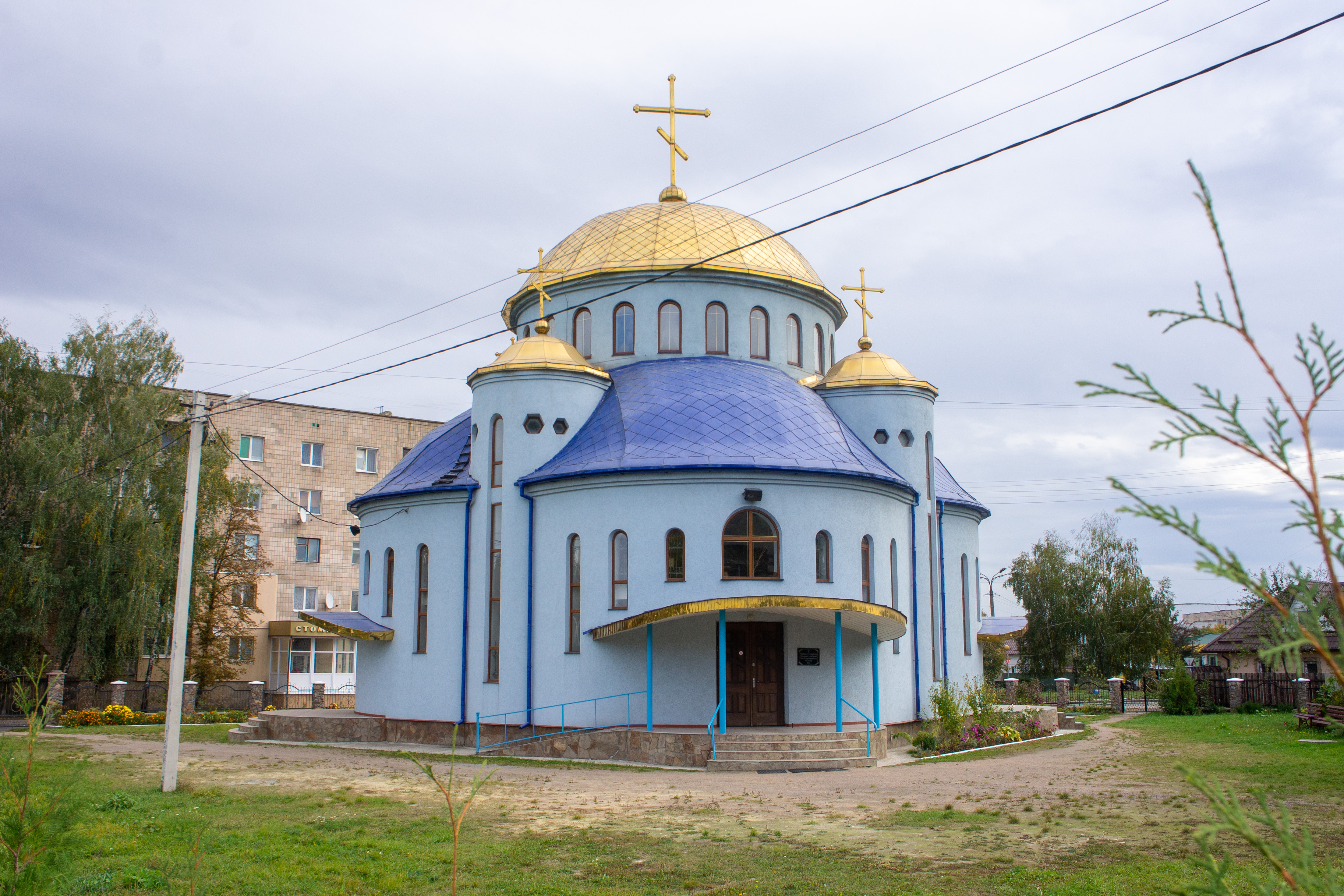
教堂

克瓦西利夫（羅馬化：Kvasyliv）是烏克蘭西北部羅夫諾州羅夫諾區里夫内市镇里的鎮。面積4.46平方公里，海拔高度190米，2011年人口8,117，人口密度每平方公里1,820人。